# Tenchi Muyō!
Tenchi Muyō! (jap. 天地無用!) ist der Titel mehrerer Anime-OVA und -Fernsehserien, die auf Grund ihres Erfolgs in Japan auch als Manga, Hörspiel und Light Novel umgesetzt wurde. Der erste Tenchi-Muyō!-Anime erschien 1992 unter dem Titel Tenchi Muyō! Ryōōki (天地無用! 魎皇鬼) in Form einer OVA. 1994 folgte eine zweite OVA-Serie, gefolgt von der Fernsehserie Tenchi Muyō! 1995 mit 26 Folgen. 1997 erschien die zweite Fernsehserie Shin Tenchi Muyō! mit ebenfalls 26 Folgen. Zwischen 1996 und 1999 entstanden auch drei Spielfilme. 2002 erschien Tenchi Muyō! GXP, von 2003 bis 2005 wurde die OVA fortgesetzt und 2014 folgte die Serie Ai Tenchi Muyō!. Daneben existieren noch mehrere Spin-offs und verwandte Anime.
Die Handlungen der verschiedenen Serien widersprechen sich weitgehend. Die meisten Charaktere kommen zwar in allen Serien vor, ihre Beziehungen zueinander sind aber verschieden und werden in den verschiedenen Serien teilweise in unterschiedlicher Art von Grund auf neu aufgebaut.

## Titel und Namen
Der Titel lässt sich unter anderem zu „Tenchi (ist) unnötig/überflüssig“ oder „Niemand braucht Tenchi“ übersetzen. Allerdings bedeutet Tenchi auch „Himmel und Erde“. Die Namen der anderen Figuren beschreiben ebenso oft ihre Eigenschaften, so bedeutet Ryoko „Dämonenbeschwörerin“ und Mihoshi „hübsch“ und „Stern“, oder stammen von Orten in der Präfektur Okayama.

## Serienkonzept
Alle Teile der Reihe handeln vom Jugendlichen Masaki Tenchi. Dieser befreit versehentlich eine Dämonin, die vor mehreren hundert Jahren von einem seiner Vorfahren in einer Höhle eingesperrt wurde. Diese stellt sich als Weltraumpiratin und Tenchi als Nachfahre eines Prinzen aus einem anderen Sonnensystem heraus. Nach und nach kommen weitere weibliche Außerirdische dazu, eine Weltraumpolizistin, zwei Prinzessinnen (und jugendlichen Schwestern des Großvaters) sowie eine Wissenschaftlerin (die auch die Mutter der Piratin ist), die Tenchi verführen wollen, oder ihn für ihre Zwecke missbrauchen.
Die Serie wurde in ihrem Humor beeinflusst von amerikanischen Filmen und Serien, so nennt Regisseur Hiroki Hayashi insbesondere Tom und Jerry. Auch das traditionelle japanische Theater Nō und Kabuki finden sich in Tenchi Muyō! wieder, so erklingen Nō-Geräusche wannimmer Ryoko die Szene betritt. Antonia Levi sieht außerdem den Mythos von Amaterasu und Susanoo als Grundlage der Handlung.

## Versionen

### OVA-Hauptreihe
Die OVA-Reihe Tenchi Muyō! Ryōōki (天地無用! 魎皇鬼) basiert auf einem Konzept von Hiroki Hayashi und Masaki Kajishima, wobei Hayashi auch Regie führte und Kajishima das Charakterdesign entwarf. Künstlerischer Leiter war Takeshi Waki. Die Reihe wurde von Anime International Company produziert und von Pioneer LDC vertrieben.
1. Serie
Die erste OVA-Reihe wurde von 1992 bis 1993 in sechs Folgen veröffentlicht. In der OVA befreit Tenchi die Weltraumpiratin Ryoko und muss sich bald auch mit den außerirdischen Prinzessinnen Ayeka und Sasami auseinandersetzen. 1999 erschien die OVA auf Deutsch auf VHS.
Im September 1993 folgte das 45-minütige Special O-Matsuri Zenjitsu no Yoru! (お祭り前日の夜!). Alles ist ruhig und Ryoko versucht Tenchi mit Informationen aus Mangas für sich zu gewinnen. Ayeka kommt ihr auf die Schliche und versucht ihrerseits ihr Glück. Im Jahr 2000 erschien das Special auf Deutsch.
Tenchi Muyō! Bangai-hen: Uchū Keiji Mihoshi Ginga Daibōken
Im März 1994 erschien das Special Tenchi Muyō! Bangai-hen: Uchū Keiji Mihoshi Ginga Daibōken (天地無用!番外編 宇宙刑事美星銀河大冒険) in dem Mihoshi die Geschichte selbst erzählt und auch ihre Partnerin Kiyone vorstellt.
2. Serie
Die zweite OVA-Reihe erschien von 1994 bis 1995 in wiederum sechs Folgen und wurde 2002 in Deutschland auf VHS veröffentlicht.
3. Serie
Diese OVA erschien von 2003 bis 2005 und umfasst abermals sechs Folgen.

### Fernsehserien
Tenchi Muyō!
Die Fernsehserie Tenchi Muyō! startete 1995 mit 26 Folgen im japanischen Fernsehen.  Sie entstand als Reaktion auf den Erfolg der OVA-Serie. Es handelt sich um eine eigenständige Serie, bei denen die Charaktere und der Hintergrund leicht verändert wurden. Die Serie wurde in den USA als Tenchi Universe veröffentlicht.
Mahō Shōjo Pretty Sammy
1995 bis 1997 erschien die dreiteilige OVA Mahō Shōjo Pretty Sammy (魔法少女プリティサミー). 1996 folgte eine gleichnamige 26-teilige Fernsehserie. Die Serien spielen in einer anderen Welt als die vorherigen. Sasami hat hier eine Rolle als Magical Girl inne. Das Special lässt sich im dritten Band des Mangas wiederfinden.
Shin Tenchi Muyō!
1997 erschien eine zweite Fernsehserie Shin Tenchi Muyō! (新・天地無用!) mit ebenfalls 26 Folgen. Die Charaktere und der Hintergrund wurden bei dieser Serie nochmals stark verändert. Die Serie wurde in den USA als Tenchi in Tokyo veröffentlicht.
Tenchi Muyō! GXP
Tenchi Muyo! GXP (天地無用! GXP) ist die dritte Serie im Tenchi-Universum. Sie umfasst 26 Folgen und erschien 2002. Die Hauptperson ist dieses Mal nicht Tenchi, sondern sein Freund Seina Yamada. Er wird durch sein (Un)glück mit Tenchi verwechselt und für die GXP angeworben. Die Serie selbst ist nach der dritten OVA einzuordnen.
Sasami: Mahō Shōjo Club
2006 wurde in Japan die 13-teilige Fernsehserie Sasami: Mahō Shōjo Club (砂沙美☆魔法少女クラブ) ausgestrahlt, die auch mit einer zweiten Staffel fortgesetzt wurde.
Ai Tenchi Muyō!
Anlässlich des 20-jährigen Jubiläums wurde 2014 die Serie Ai Tenchi Muyō! (愛・天地無用!) produziert, die ab Oktober 2014 werktäglich ausgestrahlt wird und auf 50 Folgen zu je 5 Minuten angelegt ist.

### Mangas
Tenchi Muyo! Ryo-Ohki
Der Manga Tenchi Muyō! Ryōōki (天地無用！魎皇鬼) von Hitoshi Okuda erschien von 1994 bis 2000 in Japan bei Kadokawa Shoten im Magazin Comic Dragon Jr und in zwölf Bänden. Im deutschsprachigen Raum veröffentlichte der Carlsen Verlag die zwölf Bände als Tenchi Muyo! Ryo-Ohki von 2001 bis 2003. Der Manga schließt an die erste OVA-Serie an. Einige Ereignisse in den folgenden OVAs widersprechen sich mit denen des Mangas.
Shin Tenchi Muyō! Ryōōki
2001 bis 2005 erschien die Fortsetzung Shin Tenchi Muyō! Ryōōki (新・天地無用！魎皇鬼) von Hitoshi Okuda im Magazin Comic Dragon Age von Kadokawa Shoten. Die Kapitel wurden in zehn Sammelbände zusammengefasst. Viz Media veröffentlichte diese auf Englisch.
Tenchi Muyō! Sasami Densetsu
2002 erschien Tenchi Muyō! Sasami Densetsu (天地無用！砂沙美伝説) ein einbändiges Spin-off der Serie bei Kadokawa Shoten, ebenfalls von Hitoshi Okuda.
Tenchi Muyō! Sasami-chan à la carte
2006 folgte Tenchi Muyō! Sasami-chan à la carte (天地無用! 砂沙美ちゃんあらかると!) bei Kadokawa Shoten von Hitoshi Okuda.
Tenchi Muyo! GXP
2002 erschien bei Kadokawa Shoten auch eine gleichnamige Manga-Adaption der Serie Tenchi Muyo! GXP (天地無用！GXP)

### Kinofilme
Zwischen 1996 und 1999 erschienen auch drei Spielfilme, Tenchi Muyō! in Love (天地無用! in LOVE), Tenchi Muyō! Manatsu no Eve (天地無用! 真夏のイヴ) und Tenchi Muyō! in Love 2: Harukanaru Omoi (天地無用! in LOVE2 遙かなる想い).
Das Titellied zu Tenchi Muyo! in Love, Alchemy of Love, stammt von Christopher Franke und Nina Hagen.

### Hörspiele und Light Novels
In Japan wurden noch Hörspiele und Light Novels vertrieben.

## Merchandise
Zu der Serie wird immer noch Merchandise in Japan und einigen anderen Ländern produziert wie Artbooks, Videospiele, Sammelkarten und Figuren.
Im Jahr 2000 wurde vom kanadischen Verlag Guardians of Order ein Pen-&-Paper-Rollenspiel zu Tenchi Muyō! veröffentlicht.
Es gab mehrere Videospiele, welche jedoch außerhalb Japans kaum zu bekommen sind.

## Analyse und Rezeption
In The Complete Anime Guide wird Tenchi Muyo! in eine Reihe mit der Serie Urusei Yatsura von Rumiko Takahashi gestellt, die schon vorher einen ähnlichen Slapstick-Humor hatte und in der immer mehr Außerirdische um die Gunst eines Jugendlichen buhlten. Das Besetzen altbekannter Rollen durch neue, skurrile Charaktere verleihe der Serie einen neuen Stil. Der Reiz der Serie liege darin, dass sich der Zuschauer stetig frage, wie die Charaktere sich als Nächstes verhalten. Jonathan Clements nennt den Anime als ein frühes und besonders herausragendes Beispiel von Harem-Serien mit einem Schwarm weiblicher Charaktere, die um einen alleinstehenden, ursprünglich einsamen Jugendlichen werben.
Antonia Levi sieht in Tenchi Muyo viele Einflüsse des Shinto, so gehe die Geschichte um die Befreiung Ryokos auf den Mythos um Amaterasu zurück. Die Bäume mit den geflochtenen Seilen, die als Fluggeräte dienen, seien von den Shimenawa abgeleitet. So interpretiere Masaki Kajishima die Mythen mit viel Freiheit neu und schafft, ähnlich wie bei den japanischen Schöpfungsmythen, verschiedene Varianten. Dabei komme es aber nie zur bloßen Nacherzählung, die Handlungselemente und Eigenschaften von mythologischen Figuren wurden neu kombiniert. Masaki Tenchi nennt Antonia Levi als einen typischen passiven männlichen Charakter, wie er in einigen Animes vorkommt. Zwar wirke er zunächst stark, werde durch die ankommenden weiblichen Außerirdischen und seine eigene Herkunft aber zunehmend verunsichert. Laut Patrick Drazen war Tenchi Muyo nicht nur in Japan, sondern auch in den USA erfolgreich. Er sieht in den in der Serie vorkommenden Bäumen, die fliegen oder als Wächter der Jurai dienen, nicht nur die Shimenawa, sondern auch eine Positionierung zur Bedeutung der Natur und dem Umweltschutz.
Die Fachzeitschrift Animania beschreibt 1999 die erste OVA, Tenchi Muyo Ryo-Ohki, als eine der besten Comedies auf dem Markt, mit Komik aus Slapstick wie auch aus dem Zusammenspiel der Charaktere, die jedoch nicht zur Klamotte verkomme. Die Charaktere seien sympathischer und vielschichtiger als in anderen Komödien. Die deutsche Synchronfassung sei gut getroffen. In der 5. und 6. Folge biete die Serie mehr Dramatik und Spannung, aber immer noch viel Humor. Das Special The Night before the Carnival bilde einen „furios-chaotischen Abschluss“ der ersten Staffel, der wieder rein auf Comedy setzt. Diese siebte Folge der Reihe gehöre zu deren Höhepunkten, auch wenn die deutsche Synchronisation nachgelassen habe. Die zweite Staffel der OVA biete weiterhin viel Humor, habe jedoch auch einige Schwächen in der Handlung. Die Comedy-Einlagen, die zwischen ernsthaften Teilen der Handlung platziert sind, würden zwar auflockern, aber oft auch nerven.
Zum Manga Tenchi Muyo! Ryo-Ohki schreibt die AnimaniA, dass witzige Einlagen die Lust am Weiterlesen erhalten. Zeichnerisch orientiere sich der Manga an der OVA-Reihe, es wäre viel mit Rasterfolie gearbeitet worden, wodurch die Bilder recht dunkel wirkten, was aber nicht störe. Die Handlung sei gut durchdacht und berge überraschende Wendungen.